# Месіхі Приштинський
Месіхі (також відомий як Іса Месіхі; імовірно 1470 — 1512) — турецький поет, за походженням албанець з Приштини. Його творчу спадщину становлять в основному ліричні і гумористичні вірші про міське життя, а також поетичні описи природи.
Про його життя практично нічого не відомо, за винятком того, що він вважався одним з найталановитіших поетів свого часу і майже єдиним, хто писав турецькою мовою і не зазнав у своїй творчості впливу перської поезії.
Найбільш відомі його твори — поеми «Навесні» (опис весняної природи), «Шахрангіз» — «Вірші, шо збурюють місто» (гумористики), «Лейла і Меджнун» (наслідування Нізамі), «Юсуф і Зулейха» (наслідування Фірдоусі) і цикл із 47 «портретів» Адріанопольських юнаків-ремісників.